# Natation aux Jeux africains de 2023
Navigation
2019
Les compétitions de natation aux Jeux africains de 2023 ont lieu du 9 au 13 mars 2024 à Accra au Ghana.

## Médaillés

### Hommes
| 50 m nage libre        | Ali Khalafalla (EGY) | Clayton Jimmie (RSA)                                                                                          | Alexander Skinner (NAM) |  |  |  |
| 100 m nage libre       | Clayton Jimmie (RSA) | Alexander Skinner (NAM)                                                                                       | Abdalla Nasr (EGY) |  |  |  |
| 200 m nage libre       | Marwan Elkamash (EGY) | Abdalla Nasr (EGY)                                                                                            | Andrew Ross (RSA) |  |  |  |
| 400 m nage libre       | Marwan Elkamash (EGY) | Matthew Caldwell (RSA)                                                                                        | Cameron Casali (RSA) |  |  |  |
| 800 m nage libre       | Marwan Elkamash (EGY) | Matthew Caldwell (RSA)                                                                                        | Ali Ahmed (EGY) |  |  |  |
| 1 500 m nage libre     | Marwan Elkamash (EGY) | Ali Ahmed (EGY)                                                                                               | Matthew Caldwell (RSA) |  |  |  |
|                        | | | |  |  |  |
| 50 m dos               | Abdellah Ardjoune (ALG) Jonas Pool-Jones (RSA) | Non attribuée                                                                                                 | Steven Aimable (SEN) |  |  |  |
| 100 m dos              | Abdellah Ardjoune (ALG) | Denilson Cyprianos (ZIM)                                                                                      | Jonas Pool-Jones (RSA) |  |  |  |
| 200 m dos              | Denilson Cyprianos (ZIM) | Abdellah Ardjoune (ALG)                                                                                       | Helgaard Muller (RSA) |  |  |  |
|                        | | | |  |  |  |
| 50 m brasse            | Jaouad Syoud (ALG) | Youssef Elkamash (EGY)                                                                                        | Adrian Robinson (en) (BOT) |  |  |  |
| 100 m brasse           | Ronan Wantenaar (NAM) | Jaouad Syoud (ALG)                                                                                            | Adrian Robinson (en) (BOT) |  |  |  |
| 200 m brasse           | Jaouad Syoud (ALG) | Ronan Wantenaar (NAM)                                                                                         | Andrew Ross (RSA) |  |  |  |
|                        | | | |  |  |  |
| 50 m papillon          | Ali Khalafalla (EGY) | Abeiku Jackson (GHA)                                                                                          | Jarden Eaton (RSA) |  |  |  |
| 100 m papillon         | Abdalla Nasr (EGY) | Jarden Eaton (RSA)                                                                                            | Abeiku Jackson (GHA) |  |  |  |
| 200 m papillon         | Abdalla Nasr (EGY) | Fares Benzidoun (ALG)                                                                                         | Liam Vehbi (RSA) |  |  |  |
|                        | | | |  |  |  |
| 200 m quatre nages     | Jaouad Syoud (ALG) | Andrew Ross (RSA)                                                                                             | Moncef Balamane (ALG) |  |  |  |
| 400 m quatre nages     | Jaouad Syoud (ALG) | Ramzi Chouchar (ALG)                                                                                          | Liam Vehbi (RSA) |  |  |  |
|                        | | | |  |  |  |
| 4 × 100 m nage libre   | Afrique du Sud- Kaydn Naidoo - Owethu Mahan - Andrew Ross - Clayton Jimmie - Jarden Eaton* - Cameron Casali* - Liam Vehbi* - Jonah Pool-Jones*     | Égypte- Abdalla Nasr - Ibrahim Shamseldin - Mohamed Derbala - Marwan Elkamash - Abdel Rahman Atia*            | Nigeria- Abduljabar Adama - Clinton Opute - Tobi Sijuade - Colins Ebingha                                                        |  |  |  |
| 4 × 200 m nage libre   | Égypte- Karim Mahmoud - Abdalla Nasr - Ibrahim Shamseldin - Marwan Elkamash                                                                        | Afrique du Sud- Matthew Caldwell - Cameron Casali - Tumelo Mahan - Andrew Ross                                | Algérie- Mohamed Hamour - Fares Benzidoun - Jaouad Syoud - Moncef Balamane                                                       |  |  |  |
| 4 × 100 m quatre nages | Afrique du Sud- Jonah Pool-Jones - Petrus Truter - Jarden Eaton - Clayton Jimmie - Helgaard Muller* - Andrew Ross* - Kaydn Naidoo* - Tumelo Mahan* | Égypte- Ahmed Ali - Youssef Elkamash - Abdalla Nasr - Marwan Elkamash - Mohamed Derbala* - Ibrahim Shamseldin | Algérie- Abdellah Ardjoune - Jaouad Syoud - Fares Benzidoun - Mohamed Hamour - Moncef Benbara* - Youcef Bouzouia* - Akram Ammar* |  |  |  |

* Nageurs médaillés qui ont participé seulement aux séries.

### Femmes
| 50 m nage libre        | Farida Osman (EGY)                                                                   | Caitlin de Lange (RSA)                                                                    | Mia Phiri (ZAM)                                                                              |  |  |  |
| 100 m nage libre       | Caitlin de Lange (RSA)                                                               | Farida Osman (EGY)                                                                        | Gloria Muzito (UGA)                                                                          |  |  |  |
| 200 m nage libre       | Lojine Hamed (EGY)                                                                   | Hannah Mouton (RSA)                                                                       | Catherine van Rensburg (RSA)                                                                 |  |  |  |
| 400 m nage libre       | Catherine van Rensburg (RSA)                                                         | Lojine Hamed (EGY)                                                                        | Hannah Mouton (RSA)                                                                          |  |  |  |
| 800 m nage libre       | Catherine van Rensburg (RSA)                                                         | Lojine Hamed (EGY)                                                                        | Majda Chebaraka (ALG)                                                                        |  |  |  |
| 1 500 m nage libre     | Catherine van Rensburg (RSA)                                                         | Lojine Hamed (EGY)                                                                        | Rafaela Santo (ANG)                                                                          |  |  |  |
|                        |                                                                                      |                                                                                           |                                                                                              |  |  |  |
| 50 m dos               | Caitlin de Lange (RSA)                                                               | Tayla Jonker (RSA)                                                                        | Mia Phiri (ZAM)                                                                              |  |  |  |
| 100 m dos              | Sara El Sammany (EGY)                                                                | Tayla Jonker (RSA)                                                                        | Donata Katai (ZIM)                                                                           |  |  |  |
| 200 m dos              | Anishta Teeluck (MRI)                                                                | Tayla Jonker (RSA)                                                                        | Jessica Humphrey (NAM)                                                                       |  |  |  |
|                        |                                                                                      |                                                                                           |                                                                                              |  |  |  |
| 50 m brasse            | Simone Moll (RSA)                                                                    | Kate Meyer (RSA)                                                                          | Nadine Abdallah (EGY)                                                                        |  |  |  |
| 100 m brasse           | Simone Moll (RSA)                                                                    | Georgia Els (RSA)                                                                         | Hamida Nefsi (ALG)                                                                           |  |  |  |
| 200 m brasse           | Hamida Nefsi (ALG)                                                                   | Kate Meyer (RSA)                                                                          | Georgia Els (RSA)                                                                            |  |  |  |
|                        |                                                                                      |                                                                                           |                                                                                              |  |  |  |
| 50 m papillon          | Farida Osman (EGY)                                                                   | Caitlin de Lange (RSA)                                                                    | Oumy Diop (SEN)                                                                              |  |  |  |
| 100 m papillon         | Farida Osman (EGY)                                                                   | Nour Elgendy (EGY)                                                                        | Oumy Diop (SEN)                                                                              |  |  |  |
| 200 m papillon         | Nour Elgendy (EGY)                                                                   | Leigh McMorran (RSA)                                                                      | Jasmine Eissa (EGY)                                                                          |  |  |  |
|                        |                                                                                      |                                                                                           |                                                                                              |  |  |  |
| 200 m quatre nages     | Georgia Els (RSA)                                                                    | Nour Elgendy (EGY)                                                                        | Hamida Rania Nefsi (ALG)                                                                     |  |  |  |
| 400 m quatre nages     | Catherine van Rensburg (RSA)                                                         | Hamida Rania Nefsi (ALG)                                                                  | Kate Meyer (RSA)                                                                             |  |  |  |
|                        |                                                                                      |                                                                                           |                                                                                              |  |  |  |
| 4 × 100 m nage libre   | Égypte- Farida Osman - Lojine Hamed - Nadine Abdallah - Nour Elgendy                 | Algérie- Nesrine Medjahed - Lilia Sihem Midouni - Majda Chebaraka - Imène Kawthar Zitouni | Zimbabwe- Paige van der Westhuizen - Donata Katai - Mikayla Makwabarara - Vhenekai Dhemba    |  |  |  |
| 4 × 200 m nage libre   | Afrique du Sud- Kate Meyer - Leigh McMorran - Hannah Mouton - Catherine van Rensburg | Égypte- Rawan El Damaty - Lojine Hamed - Nadine Abdallah - Nour Elgendy                   | Algérie- Nesrine Medjahed - Lilia Sihem Midouni - Majda Chebaraka - Hamida Rania Nefsi       |  |  |  |
| 4 × 100 m quatre nages | Afrique du Sud- Caitlin de Lange - Tayla Jonker - Hannah Mouton - Simone Moll        | Égypte- Farida Osman - Sara El Sammany - Nadine Abdallah - Nour Elgendy                   | Algérie- Nesrine Medjahed - Lilia Sihem Midouni - Imène Kawthar Zitouni - Hamida Rania Nefsi |  |  |  |

### Mixte
| Épreuves               | Or | Argent | Bronze |
| ---------------------- | --- | --- | --- |
| 4 × 100 m nage libre   | Afrique du Sud- Georgia Els - Caitlin de Lange - Clayton Jimmie - Andrew Ross - Hannah Mouton* - Kaydn Naidoo*                                     | Égypte- Ali Khalafalla - Abdalla Nasr - Farida Osman - Nadine Abdallah - Karim Mahmoud* - Ganat Soliman* - Hla Naanoush* - Mohamed Derbala*          | Algérie- Nesrine Medjahed - Lilia Sihem Midouni - Mehdi Nazim Benbara - Jaouad Syoud - Akram Ammar* - Jihane Benchdli* - Youcef Bouzouia*      |
| 4 × 100 m quatre nages | Afrique du Sud- Caitlin de Lange - Petrus Truter - Jarden Eaton - Tayla Jonker - Simone Moll* - Hannah Mouton* - Jonah Pool-Jones* - Kaydn Naidoo* | Égypte- Abdel Rahman Atia - Farida Osman - Nadine Abdallah - Youssef Elkamash - Jasmine Eissa* - Aly Mohamed Ahmed* - Karim Mahmoud* - Nour Elgendy* | Algérie- Hamida Rania Nefsi - Nesrine Medjahed - Abdellah Ardjoune - Jaouad Syoud - Majda Chebaraka* - Mehdi Nazim Benbara* - Youcef Bouzouia* |

* Nageurs médaillés qui ont participé seulement aux séries.

## Tableau des médailles
- Pays organisateur (Ghana)

| Rang  | Nation         | Or | Argent | Bronze | Total |
| ----- | -------------- | -- | ------ | ------ | ----- |
| 1     | Afrique du Sud | 17 | 16     | 13     | 4     |
| 2     | Égypte         | 16 | 15     | 4      | 35    |
| 3     | Algérie        | 7  | 6      | 10     | 23    |
| 4     | Namibie        | 1  | 2      | 2      | 5     |
| 5     | Zimbabwe       | 1  | 1      | 2      | 4     |
| 6     | Maurice        | 1  | 0      | 0      | 1     |
| 7     | Ghana          | 0  | 1      | 1      | 2     |
| 8     | Sénégal        | 0  | 0      | 3      | 3     |
| 9     | Botswana       | 0  | 0      | 2      | 2     |
| 9     | Zambie         | 0  | 0      | 2      | 2     |
| 11    | Angola         | 0  | 0      | 1      | 1     |
| 11    | Nigeria        | 0  | 0      | 1      | 1     |
| 11    | Ouganda        | 0  | 0      | 1      | 1     |
| Total | Total          | 43 | 41     | 42     | 126   |